# Drepung kolostor
A Drepung kolostor (szó szerint “rizs halom” kolostor „Brasz-szpungsz”) a három nagy tibeti Gelugpa egyetemi kolostorai közül az egyik. A másik kettő a Ganden és a Szera.
A Drepung, a Gambo Utse hegység lábánál, Lhásza városától 5 kilométerre, a legnagyobb tibeti kolostornak számított a kínai megszállás előtt. Egyes feljegyzések szerint a második világháború előtt a Drepung volt a világ legnagyobb kolostora, amely olykor 10 000 szerzetesnek adott otthont. A tibeti Drepung kolostort az ókori indiai buddhista intézményekről mintázták, mint például a Nalanda és a Vikramalasíla. A  húsz éven át tartó egyetemi képzés során szigorú teszteknek és vizsgáknak kellett megfelelnie az itt tanuló szerzeteseknek, és naponta hat órán át gyakorolták a filozófiai vitázást. Az oktatás központját az ókori indiai buddhizmus öt tantárgya alkotta: filozófia, pszichológia, logika, metafizika és etika. Ezt követte egy öt-tízéves gyakornoki időszak, amelyet követően a szerzetesnek lehetősége nyílt a gese fokozat megszerzésére.
A kínai megszállás idején és az azt követő időszakban, összesen mintegy 250 szerzetesnek sikerült elmenekülnie Indiába, ahol menekültként fogadták őket, és adományokból megépítették a tibeti Drepung kolostor másolatát Karnátaka államban, Mumbai városától délkeletre. Az itt élő és tanuló szerzetesek száma mára meghaladta a háromezret. A kolostor 2016-ban ünnepelte fennállásának 600. évfordulóját.

## Története
A kolostort Dzsamjang Csoge Tasi Palden (1397–1449) alapította 1416-ban, aki Congkapa legfőbb tanítványa volt.
Drepung lett a Gelugpa iskola legfőbb székhelye, megelőzve három másik nagy Gelugpa kolostort. A drepungi Ganden Podang (dga´ ldan pho brang) lett a Dalai láma otthona, amíg az 5. Dalai Láma meg nem építette a Potala palotát. Drepungban színvonalas akadémiai oktatás folyt és a tibeti Nálandaként emlegették, utalva a neves indiai buddhista egyetemre.
Korai feljegyzések szerint két központ létezett Drepungban: a leendő Dalai Lámáknak fenntartott ú.n. alsó kamra (Zimkhang 'og ma) és az 1554-ben elhunyt tibeti tanító, Sonam Drakpa reinkarnációi számára a felső kamra (Zimkhang gong ma). A Dalai Lámáknak létrehozott részt Ganden Phodrangnak nevezték. Ezt a második Dalai Láma építtette, Gendun Gyaco (1476–1541) 1518-ban. 1535-ben őt Pencsen Szönam Drakpa (1478-1554) követte a Drepung élén, aki ekkor már híres gelug mesternek számított és elfoglalta Ganden trónját (Ganden Tri). Korának legfontosabb gelugpa gondolkodójának számított. Őt Szönam Gyaco (1543-1588) követte, aki elnyerte hivatalosan is a harmadik Dalai Láma címet (Talé Láma Kutreng Szumpa).
Szönam Gyaco hozta létre 1554-ben a felső kamrát (Zimkhang Gongma), amely az elhelyezkedése után kapta nevét a Drepung tetején.
Az 1930-as évek végén a Drepung kolostort négy főiskolára osztották. Attól függően osztották be a szerzeteseket, tanulókat ezekbe, hogy honnan érkeztek. Ezeket a 13. Dalai Láma által választott apátok vezették.
Drepung ma hét nagy főiskolára van felosztva: Gomang (sGo-mang), Loszeling (Blo-gsal gling), Dejang (bDe-dbyangs), Shagkor (Shag-skor), Gyelva (rGyal-ba) vagy Toszamling (Thos-bsam gling), Dulva (‘Dul-ba) és Ngagpa (sNgags-pa). Mára azonban már csupán néhány száz szerzetes tanul a kolostorokban a kínai kormány intézkedéseinek következtében. Ezzel együtt továbbra is folytatja hagyományait az Indiában száműzetésben  működtetett  szervezet Karnátaka tartományban. Az indiai kolostorban összesen mintegy 5 000 szerzetes, amelybe évente több száz új tanulót vesznek fel. Közülük sokan tibeti menekültek.

## Közelmúltja
A kolostori városrész 40 százalékát lerombolták, amikor 1951-ben Kína elfoglalta Lhászát. A szerencsének köszönhetően azonban a legfőbb épületek, köztük a négy főiskola épülete is állva maradt.
2008. március 14-én a Drepung kolostort a kínai kormányzat bezárta, miután a szerzetesek tüntettek a kínai uralom ellen. A Kínai Népköztársaság jelentései szerint a zavargások során 22 embert öltek meg, tibeti források szerint ez a szám sokkal nagyobb. Öt hónapos zárva tartás után, 2008 augusztusában a kolostor kapuit újra megnyitották.

## Galéria

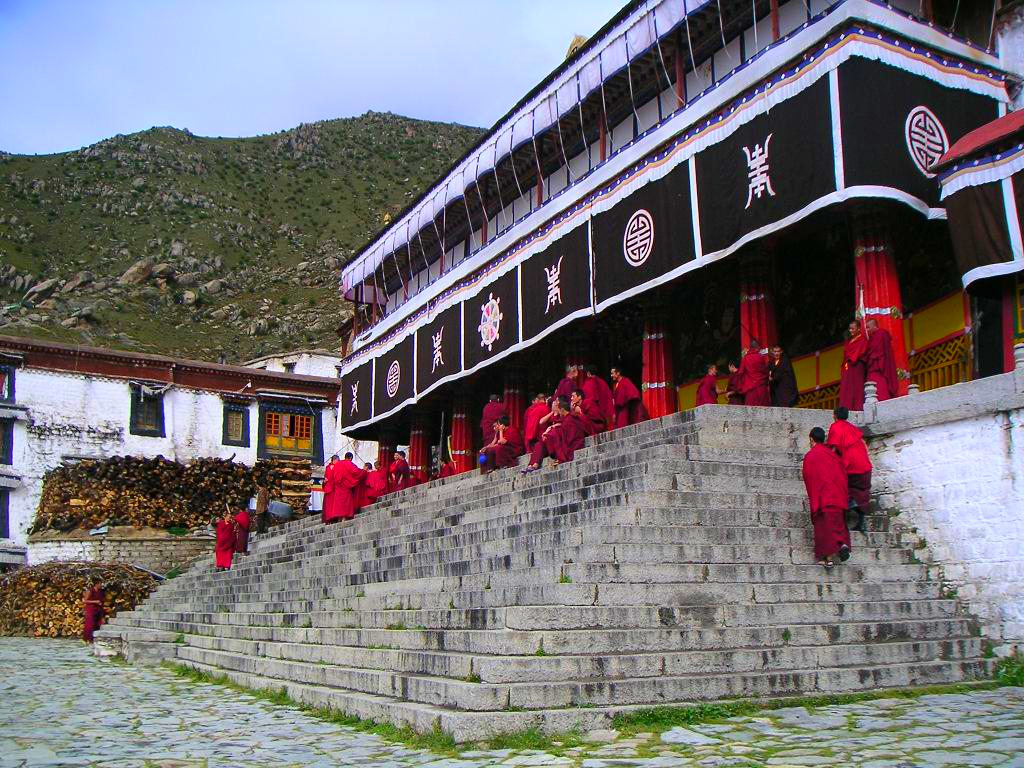
Szerzetesek az Imafalhoz vezető bejárat előtt
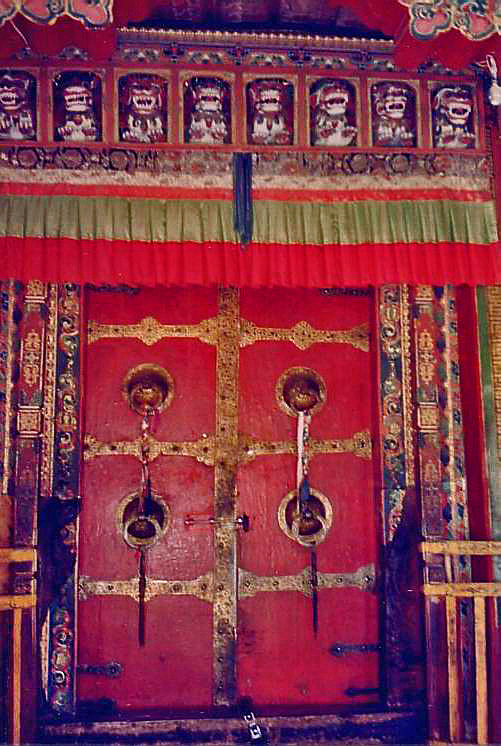
Drepung egyik megjavított bejárata
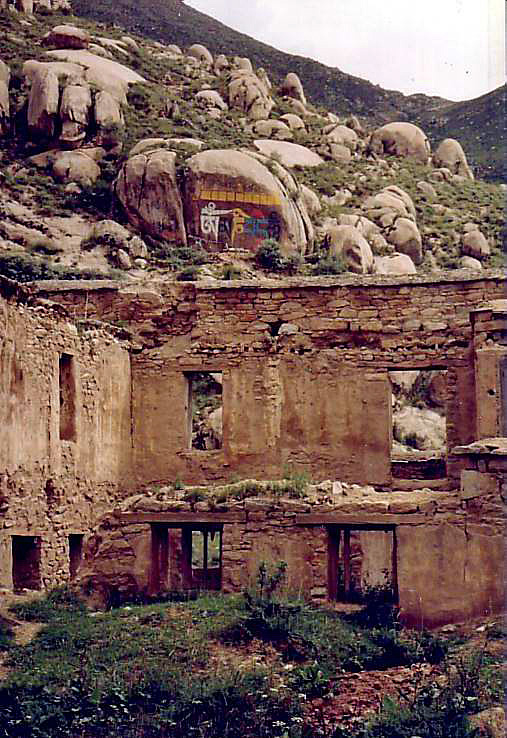
A rongálás nyomai Drepungban (1993)
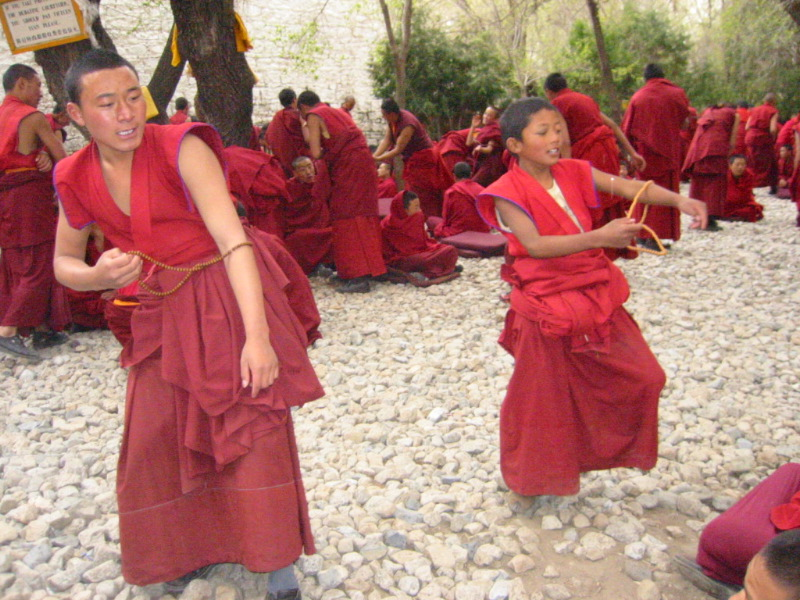
Fiatal vitázó szerzetesek Drepungban

## Külső hivatkozások
- Drepung a Google térképen
- A TIBETI ZENGŐTÁLAK TÖRTÉNETE
- A világ tetején: körutazás Tibetben[halott link]
- A Drepung kolostor rövid története(angolul)